# Белоусова, Инна Михайловна
Инна Михайловна Белоусова (род. 11 ноября 1930) — советский и российский учёный-физик, доктор физико-математических наук, профессор, начальник отдела “Нанофотоника”- главный научный сотрудник АО «ГОИ им. С. И. Вавилова».

## Биография
Родилась на Украине в городе Горловка Донецкой области.
После окончания в 1953 году кафедры оптики Ленинградского Государственного университета начала работать в должности инженера НИИ п/я 394. С 1953 по 1957 училась в аспирантуре ГОИ им. С.И. Вавилова, куда в 1960 году поступила на работу и где трудится по настоящее время.
В 1963 году защитила кандидатскую диссертацию, в 1976 году - докторскую. Последовательно занимала должности младшего научного сотрудника (1960-1965 гг.), старшего научного сотрудника (1965-1966 гг.), старшего научного сотрудника-заместителя начальника лаборатории (1966-1967 гг.), начальника лаборатории (1967-1987 гг.), главного научного сотрудника (1987-2008 гг.), начальника отдела-главного научного сотрудника (с 2008 г. по настоящее время). Старший научный сотрудник с 1969 г., профессор (по специальности «оптика») с 1984 г.

## Научная деятельность
Область научных интересов И.М. Белоусовой включает в себя лазерную физику, нелинейную оптику, нанофотонику, атомную и молекулярную спектроскопию. В области лазерной физики И.М. Белоусова работает с 1960 года. В 1961 году участвовала в запуске первого в СССР лазера (твердотельного лазера на рубине).
Работы по лазерной тематике в ГОИ им. С.И. Вавилова начались в 1961 году по инициативе академика Александра Алексеевича Лебедева и профессора Михаила Павловича Ванюкова. Большое значение для успешного развертывания этих работ имели традиционные исследования, проводимые в институте в области спектроскопии, люминесценции, фотохимии, нелинейной оптики. В результате 2 июня 1961 года Л.Д. Хазовым в отделе А.А. Лебедева, с участием И.М. Белоусовой, в ГОИ им. С.И. Вавилова  был запущен первый в СССР лазер (твердотельный лазер на рубине) на активных элементах производства ГОИ им. С.И. Вавилова.
В 1961 году по инициативе И.М. Белоусовой в ГОИ были начаты работы в области газовых лазеров . И.М. Белоусовой принадлежат пионерские научные работы в области газовых лазеров.
В 1963 году, впервые в СССР, предприятиями ГОИ им. С.И. Вавилова (И.М. Белоусова с сотрудниками) и ЛВИКА им. А.Ф. Можайского была осуществлена передача телевизионного изображения по лучу газового лазера через атмосферу, а совместно с Красногорским механическим заводом разработан лазерный приемно-передающий комплекс линий связи с применением (впервые в лазерной технике) оптической адаптивной следящей системы.
С 1967 по 1987 гг. Инна Михайловна возглавляла организованную ею лабораторию газовых лазеров и являлась руководителем ряда крупных научных разработок в области газовых лазеров, в том числе фотодиссоционных, и их применений, а также в области адаптивной оптики. Так, под руководством И.М. Белоусовой были проведены фундаментальные работы в области фотодиссоционных йодных лазеров, на основе которых был разработан и испытан первый в мире мощный импульсный фотодиссоционный лазер с энергией излучения 1 МДж . И.М. Белоусовой совместно с ЛОМО были впервые разработаны уникальные крупногабаритные резонаторы и измерительные комплексы для масштабных экспериментов с фотодиссоционными лазерами в ВНИИЭФ. В 1980 году за участие в работах по созданию высокоэнергетического фотодиссоционного лазера ей присуждена Государственная премия СССР.
И.М. Белоусовой с коллективом лаборатории проведены исследования и разработки лазеров ИК диапазона и, совместно с НПО “Астрофизика”, оптических адаптивных систем для доставки излучения через атмосферу. В 1970–80-х гг. под её руководством создаются испытательные и исследовательские стенды мощных газовых лазеров в филиале ГОИ им. С.И. Вавилова в г. Сосновый Бор. В эти же годы ею с учениками были поставлены исследования и разработки по созданию большебазовых лазерных интерферометров для фундаментальных исследований в геофизике и для проведения гравитационно-волнового эксперимента.
В 1996 году И.М. Белоусовой создано новое для России научное направление – нелинейно-оптические ограничители мощного оптического излучения широкого спектрального диапазона на основе различных физических принципов, в том числе оптики фуллерен содержащих сред, что открыло возможность разрабатывать защитные фильтры для решения научно-технических и оборонных задач РФ. В 2000 году в соавторстве с профессором А.А. Маком и профессором О.Б. Даниловым был предложен  патент на способ получения генерации стимулированного излучения на атомах йода (RU 2181224) и, совместно с сотрудниками лаборатории, запущен новый тип лазера – фуллерен-кислород-йодный. Это экологически безопасный лазер для технологических применений, в том числе, для прямого преобразования солнечной энергии в лазерное излучение с передачей её на удаленные объекты «Космос-Земля», «Космос-Космос» для решения задач возобновляемой энергетики.
В 2008 году И.М. Белоусова возглавила отдел “Нанофотоника”, входящий в состав лазерного отделения НПК “ГОИ им. С.И. Вавилова”. Результатом этой деятельности стала постановка и выполнение ряда НИР и ОКР по заказам Министерства Обороны РФ и Минпромторга РФ. В 2008 – 2009 годах в рамках заказа Правительства Санкт-Петербурга Инной Михайловной с сотрудниками выполнена разработка научно-технических основ создания медицинской аппаратуры на базе наноструктур. Под руководством И.М. Белоусовой разработана технология по обеспечению инфекционной безопасности препаратов из плазмы донорской крови с помощью наноструктур совместно с Российским НИИ гематологии и трансфузиологии (Санкт-Петербург) и НИИ гриппа им. А.А. Смородинцева (Санкт-Петербург), (Диплом I степени и золотая медаль Петербургской технической ярмарки (СПб, 13-15 марта 2012 года) за лучший инновационный проект в области медицины за разработку «Отечественная технология инактивации патогенов в препаратах из плазмы донорской крови»).
С 2000 по 2006 год Инна Михайловна являлась руководителем двух успешно выполненных проектов МНТЦ (№ 1454 «Оптический барьер» и № 2592 «Фуллерен-кислородная терапия»), в 2008–2010 годах – руководителем Грантов РФФИ. В рамках проектов МНТЦ и Грантов РФФИ она сотрудничала с учеными ряда зарубежных университетов и фирм США, Японии, Германии, Израиля, Китая.
В 2010-2021 гг. под руководством Инны Михайловны и по её инициативе выполняются актуальные и уникальные комплексные научные исследования, в частности, в рамках Государственных контрактов разработаны научные основы и технологии большого класса наноструктурных композитных материалов для повышения эффективности устройств лазерной техники и опто-электронных систем; предложены проекты и разработаны научные основы по созданию лазерно-оптической системы утилизации солнечной энергии с помощью лазеров и адаптивных телескопов со сверхлегкой наноструктурной мембранной оптикой для аэрокосмических систем; ведутся исследования по применению различных классов фотосенсибилизаторов в области медицины.

## Научно-общественная и педагогическая работа
Под научным руководством И.М. Белоусовой защищено 17 кандидатских диссертаций. В руководимом ею коллективе 7 сотрудников защитили докторские диссертации.
И.М. Белоусова вела преподавательскую работу: в течение ряда лет читала курс лекций по газовым лазерам и адаптивной оптике на курсах повышения квалификации сотрудников отрасли в Университете ИТМО, с 2012 по 2018 год – профессор кафедры “Оптика лазеров” СПб ГУ ИТМО, в 1985-2000 годах - профессор кафедры Физической электроники и оптико-электронных приборов (ФЭОП) (ныне кафедра Квантовой электроники и оптических приборов (КЭОП) СПбГЭТУ “ЛЭТИ”, председатель ГАК в СПб ГЭТУ «ЛЭТИ» в 2014-2020 гг. Член диссертационного ученого совета СПбГУ в 2010-2018 гг. С 1977 по 2021 гг. – член диссертационного ученого совета и научно-технического совета АО «ГОИ им.С.И. Вавилова» и АО «НПО ГОИ им. С.И. Вавилова».
Инна Михайловна является членом программного комитета Международной конференции “Оптика лазеров” с момента её основания в 1977 году профессором А.А. Маком, в 2014-2020 гг. возглавляет организованную ею секцию «Фотодинамические процессы в биологии и медицине» на Симпозиуме «Лазеры в медицине» Международной конференции «Оптика лазеров».
И.М. Белоусова - автор или соавтор 320 печатных работ и докладов на конференциях (в том числе международных), 9 авторских свидетельств на изобретения и 6 патентов, автор 2 методических пособий. Инна Михайловна награждена медалью ордена "За заслуги перед Отечеством II степени", медалями “За трудовую доблесть”, “Ветеран труда” и “В память 300-летия Санкт-Петербурга”. Она – почетный член Оптического общества им. Д.С. Рождественского, награждена медалями общества: имени С.Э. Фриша и имени академика А.А.Лебедева, имени академика Д.С. Роже, им. академика С.И. Вавилова.

## Награды, премии и почетные звания
·        Медаль «За трудовую доблесть» (1971)
·        Государственная премия СССР (1980)
·        Заслуженный деятель науки Российской Федерации (2010)
·        Медаль Ордена «За заслуги перед Отечеством» II степени (2015)
·        Юбилейная медаль «За доблестный труд. В ознаменование 100-летия со дня рождения В.И. Ленина» (1970)
·        Медаль «Ветеран труда» (1986)
·        Медаль «В память 300-летия Санкт-Петербурга» (2003)
·        Медаль С.Э. Фриша Оптического общества им. Д. С. Рождественского (2005)
·        Медаль А. А. Лебедева Оптического общества им. Д. С. Рождественского (2010)
·        Медаль Д. С. Рождественского Оптического общества им. Д. С. Рождественского (2018)
·        Медаль С.И. Вавилова Оптического общества им. Д. С. Рождественского (2020)
·        Медаль Государственной корпорации «Ростех» «За отличие» (2020)
·        Почетный член «Всероссийского оптического общества имени Д.С. Рождественского» (2000)

## Избранные публикации
1.  Белоусова И.М. Квантово-механические генераторы и усилители света, основанные на электронном возбуждении газов и паров металлов. // Оптико-механическая промышленность — 1961. — № 10. — С. 39–45.
2.  Белоусова И. М. Лазер в СССР: первые шаги // Успехи физических наук. — 2011. — Т. 181, № 1. — С. 79–81. — doi:10.3367/UFNr.0181.201101g.0079
3.  Белоусова И.М., Белоусов В.П., Будтов В.П., Данилов В.В., Данилов О.Б., Калинцев А.Г., Мак А.А. Фуллерены: структурные, физико-химические и нелинейно-оптические свойства. // Оптический журнал — 1997. — № 12. — С. 3–37.
4.  Белоусова И.М. Из истории создания лазеров. К 95летию ГОИ им. С.И. Вавилова // Научно-технический вестник информационных технологий, механики и оптики. – 2014. – Т.90, № 2. – С. 1-16.
5.   И.М. Белоусова, Л.Ф. Витушкин, И.П. Иванов, М.И. Ивановская, Н.И. Колосницын, В.Н. Синцов, В.П. Чеботаев. О постановке гравитационно-волнового эксперимента с использованием лазерного интерферометра // Успехи физических наук - 1981. - Т. 134, №5 - С.170 по докладу на научной сессии Отделения общей физики и астрономии и Отделения ядерной физики Академии наук СССР.
6.  Белоусова И.М., Данилов О.Б., Мак А.А., Белоусов В.П., Залеский В.Ю., Григорьев В.А., Крисько А.В., Соснов Е.Н. Возможность реализации фуллерен-кислород-йодного лазера с солнечной накачкой. // Оптика и спектроскопия. – 2001. – Т.90, № 5. – С. 858-862.
7.  Belousova I.M., Bulaev V.D., Grigorev V.A., Gorshkov A.S., Leonov S.N., Kiselev V.Y., Krugletsov V.Y et. al. Complex Studies of Formation and Transportation of High-Power CO2 Laser Radiation along a Horisontal Atmospheric Path. // Proc. SPIE – 1994. –V. 2096. – С. 14-20.
8.  Belousova I.M., Belousov V.P., Danilov O.B., Danilov V.V., Sidorov A.I., Yachnev I.L. Photodynamics of optical limiting of power laser radiation. // Nonlinear Optics. – 2001. –V. 27, №1-4. – С. 233-248.
9.   Белоусова И.М., Данилов О.Б., Сидоров А.И. Нелинейно-оптические ограничители лазерного излучения. // Оптический журнал. – 2009. – Т. 76, № 4. – С. 71-85.
10. Belousova I.M., Kislyakov I.M., Muraviova T.D., Starodubtsev A.M., Kris'ko T.K., Selivanov E.A., Sivakova N.P., Golovanova I.S., Volkova S.D., Shtro A.A., Zarubaev V.V. Photodynamic inactivation of enveloped virus in protein plasma preparations by solid-phase fullerene-based photosensitizer. // Photodiagnosis and Photodynamic Therapy. – 2014. – V. 11, № 2. – P. 165-170